# Podocarpus nubigenus
Podocarpus nubigenus es una especie del género Podocarpus, endémica de los bosques templados del sur de Chile y los territorios adyacentes del sudoeste de Argentina.
Recibe diversos nombres comunes: en la zona centro y sur de Chile es conocido como mañio macho, mañíu macho o mañío de hojas punzantes, mientras que en Chiloé recibe el nombre de mañío hembra y en Argentina, mañiú macho; otro nombre común menos usado es huililahuán, con el que es mencionado algunas veces en la literatura.

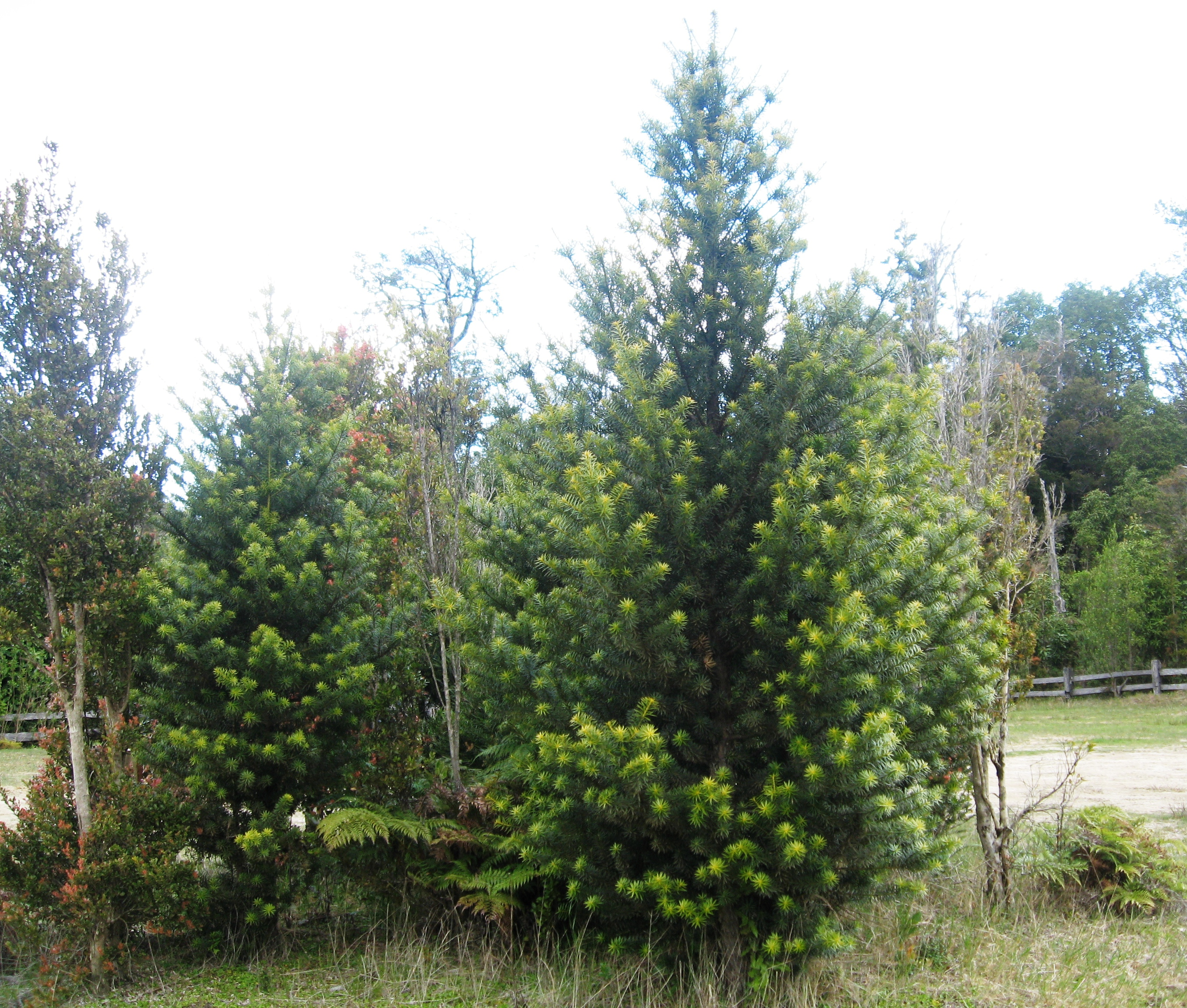
Árbol joven

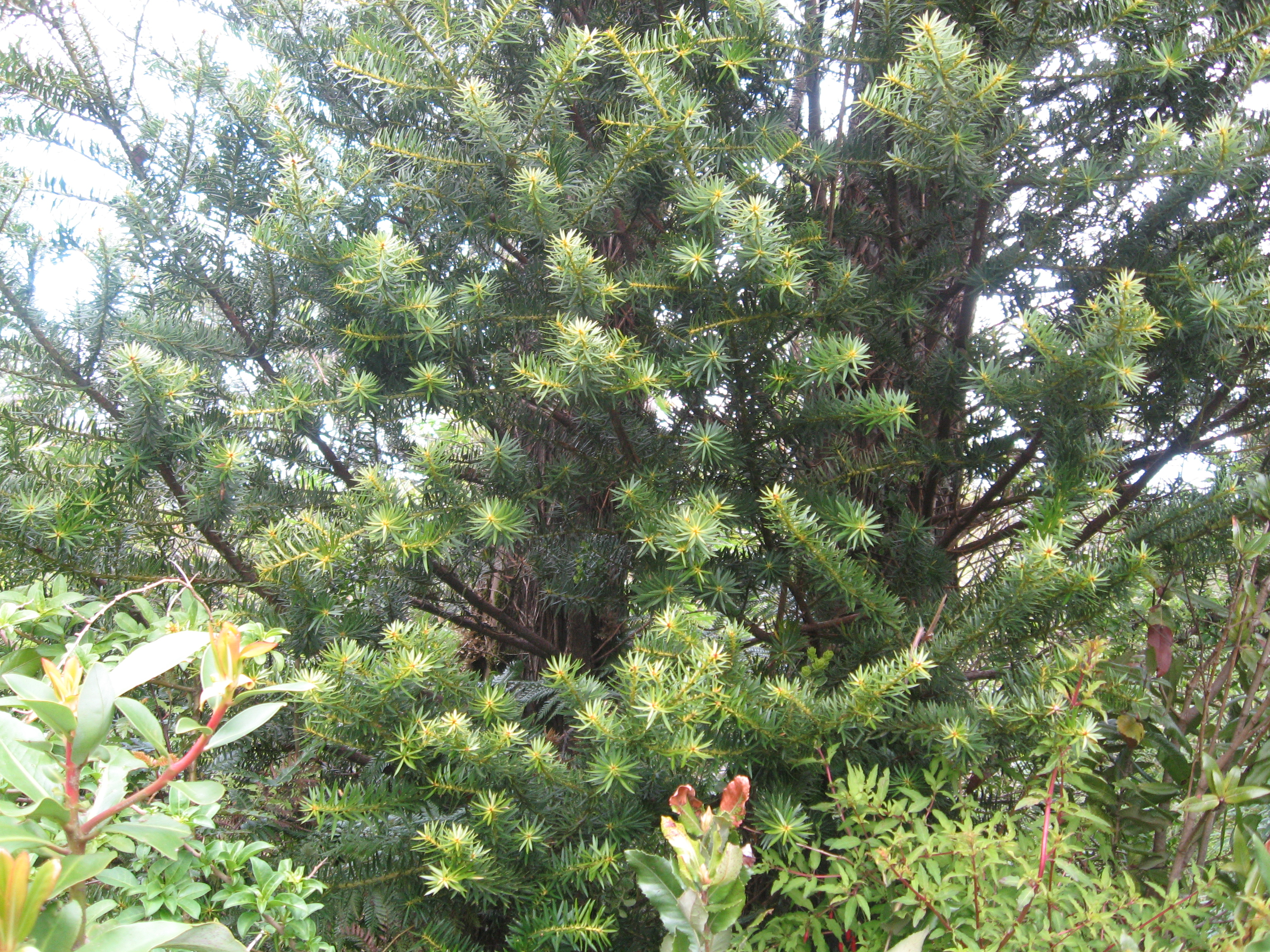
Ramas de mañío hembra

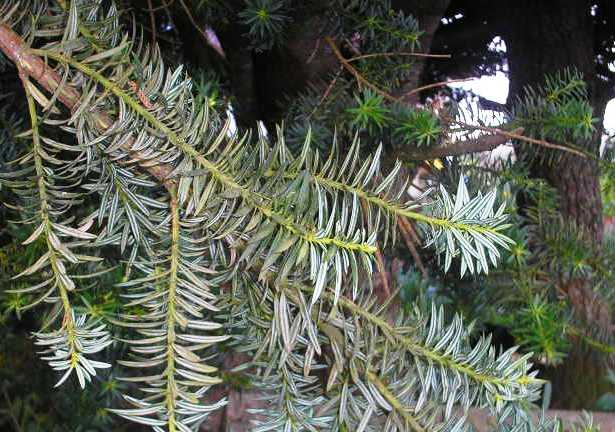
Hojas

## Descripción
Es un árbol de tamaño medio a grande, llegando a alcanzar alrededor 20-25 m, excepcionalmente los 35 m. Este árbol se distribuye desde la provincia de Cautín (IX región) hasta la de Última Esperanza (XII región); es decir desde los 38° a 53° latitud sur. 
Su corteza es de un color rojo grisáceo, gruesa, de corcho, con surcos y fibrosa. La corteza se desprende frecuentemente en escamas con apariencia de papel, de una tonalidad purpurea a marrón de oro. Las hojas son aciculares verdes intensas, tiesas y coriáceas, de 2 cm de largo. 
Esta planta produce conos muy modificados con 2 a 4 husos, con escamas con apariencia de baya carnosa, rojo brillante cuando está madura. El cono contiene uno o dos semillas redondeadas en el ápice de las escamas.
Es un ejemplo clásico de especies de flora subantártica, está muy próximo[cita requerida] a Podocarpus totara de Nueva Zelanda, de tal modo que si ambos árboles se plantan juntos, es muy difícil el distinguirlos. La distinción más clara es el tono verde más brillante de las hojas del mañío, comparado con el verde grisáceo del P. totara. Es un árbol no muy conocido.

## Cultivo y usos
Sus "bayas" rojas (los arilos del cono maduro) son comestibles, aunque se debe tener precaución de no consumir la semilla por ser tóxica.
La madera es de color amarillo, dura, semipesada y con vetas rectas, muy resistente a la putrefacción, pero debido a su escasez se utiliza poco.
P. nubigenus se utiliza como árbol ornamental en la zona oeste de las islas británicas y en la zona noroeste del Pacífico de Norteamérica, donde hay un clima de veranos frescos y un nivel elevado de precipitaciones que requiere para un desarrollo óptimo. Resiste temperaturas de −25 °C. No tiene un nombre común en inglés pero se han sugerido varios nombres: cloud podocarp (traducción del nombre científico en latín), male maniu (una traducción de su nombre más común en Chile) y chilean totara (totara chileno); pero este es poco usado. Otro uso ornamental es el que se le da en Chile, como árbol de Navidad ("arbolito de Pascua"), sin embargo, usarlo de este modo significa la muerte de un ejemplar joven o la destrucción de grandes porciones de árboles adultos.

## Taxonomía
Podocarpus nubigenus fue descrito por John Lindley y publicado en Journal of Botany, British and Foreign 66: 141. 1928.
Etimología
Podocarpus: nombre genérico que deriva de las palabras griegas: podos, que significa "pie", y karpos, que significa "fruta".
nubigenus: epíteto latíno que significa "de las nubes".
Sinonimia
- Nageia nubigena (Lindl.) F.Muell.
- Saxegothaea gracilis Gordon[6]